# Vinho de realgar

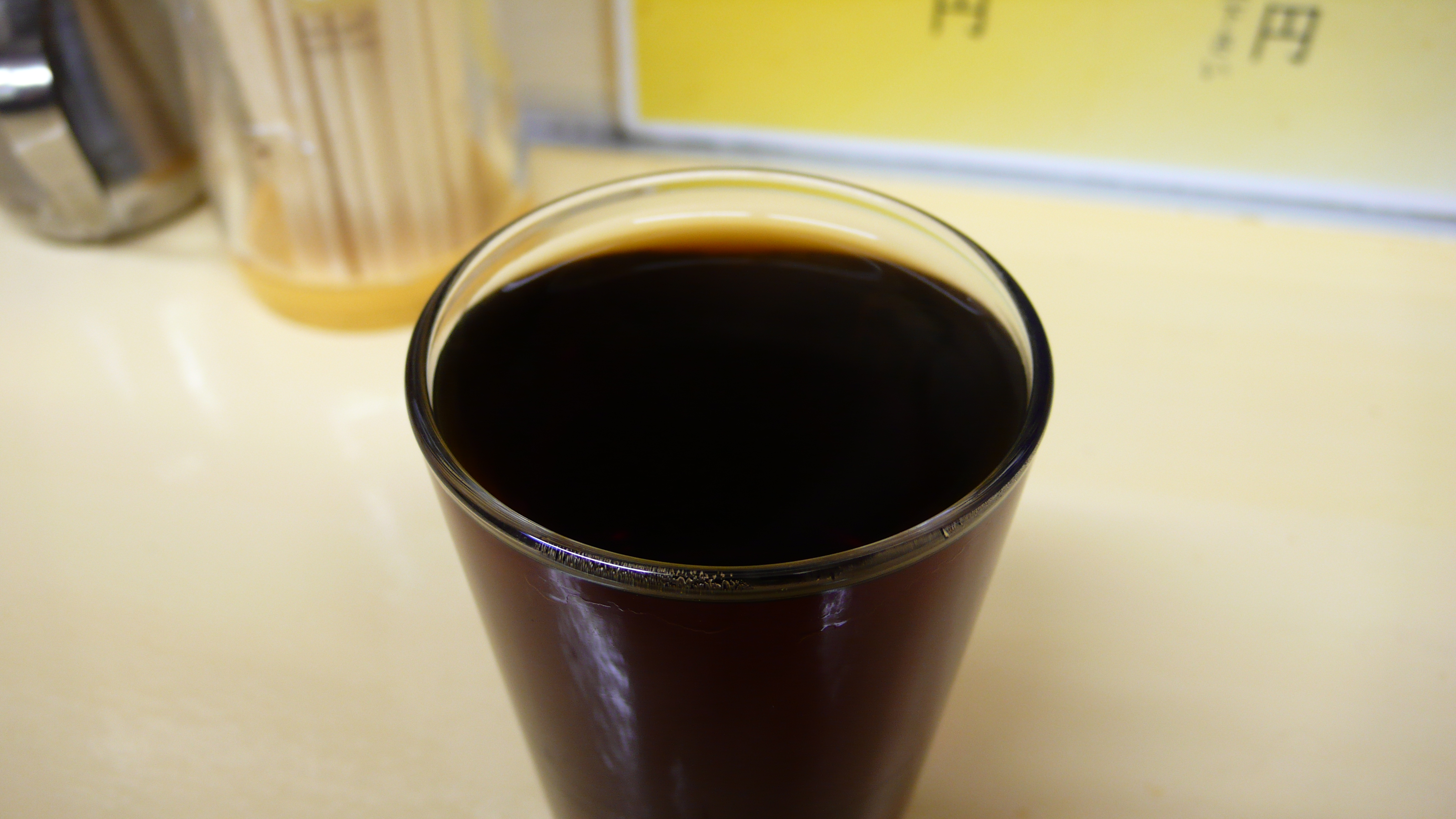
Um copo de vinho fermentado

Vinho de realgar, ou licor de realgar (chinês simplificado: 雄黄酒; chinês tradicional: 雄黃酒; pinyin: xiónghuángjiǔ), é um tipo de licor condimentado com realgar sobre licor destilado (白酒) o vinho fermentado (黃酒), produzido na China, onde é uma bebida muito popular durante a Festival do barco dragão (端午節).
O realgar é incluído na lista da medicina tradicional chinesa, sendo chamado xiónghuáng (雄黃). É usado para proteção corporal e contra as enfermidades.
Os antigos chineses acreditavam que o realgar era um antídoto para todos os venenos, e portanto mais eficaz para afugentar os maus espíritos e matar insetos. Todos bebiam um pouco de licor de realgar na Festa do Dragão Barco, e as crianças com o sinograma de “rei” (王) escrito na testa com o mesmo licor, levavam um amuleto feito de realgar.

## Lenda e História
Segundo a lenda, o início deste costume deu-se com o suicídio do político e poeta Qū Yuán (屈原), que se atirou ao rio. O povo não queria que os peixes comessem o seu corpo, e atirou zòngzi (粽子, recheios de arroz) e ovos de pato em salmoura (鹹蛋) para os alimentar. Um médico também fez um líquido de realgar para os enjoar, e um pouco depois, um jiāolóng (蛟龍, um tipo de dragão aquático) saiu do rio, sendo morto pelo povo, que fez dele colares e pulseiras para as crianças.